# 雅美万代兰
雅美万代兰（学名：Vanda lamellata）为兰科万代兰属下的一个种，分佈於琉球群島、臺灣蘭嶼、菲律賓和婆罗洲北部。

## 扩展阅读
- 維基物種上的相關：雅美万代兰